# Крупук
Крупук (індонез. krupuk, малай. keropok) — традиційна закуска кухні Південно-Східної Азії, насамперед індонезійської. Основу становлять крохмаль, борошно, креветка, кальмар, риба. Являє собою своєрідні чипси або крекери, добре просмажені, подрібнених сушених морепродуктів (переважно креветок, кальмарів) і риби.

## Приготування
Готується з крохмалю, рисового, пшеничного, сагового чи іншого борошна, тапіоки, подрібнених сушених морепродуктів, риби, овочів або сухофруктів. Ці та інші продукти можуть використовуватися в чистому вигляді, а також змішуватися в різних пропорціях. Морепродукти, риба і плоди, які використовуються для приготування висушуються в сирому вигляді на сонці і потім перетираються на порошок, який в чистому вигляді або в суміші з борошном або крохмалем і з додаванням солі замішується з водою.
З отриманого тіста отуються невеликі коржі (зазвичай 5-10 см в діаметрі, 3-4 мм завтовшки), які потім також висушуються на сонці. У деяких регіонах крупук виготовляється у вигляді приплющених клубків зі сплетеної локшини, іноді йому можуть надаватися інші форми.
Отримані заготовки смажать на сильному вогні у великій кількості олії на воку або пательні протягом 1-2 хвилин. У ході смаження коржик, насичуючись олією, швидко збільшується в розмірі: готовий крупук зазвичай більше сирого за обсягом в 3-5 разів. Залежно від складників продукт зазвичай має білий, жовтуватий або світло-коричневий колір, проте за допомогою натуральних або штучних барвників йому можуть надаватися різні яскраві відтінки. Готовий крупук може зберігатися в щільно закритій тарі не менше 2 тижнів, сухі заготовки — значно довше.

## Вживання
Вживається в якості легкої закуски, а також за обідом чи вечерею: в цьому випадку він виконує фактично роль хліба. При цьому його часто вмочують в різні соуси, великими опуклими пластинками крупуку черпають рідкі або розсипчасті страви наче ложкою. Також традиційно подається як додаток до деяких страв індонезійської кухні, зокрема, до насі-горенгу. Крім того, деякі гарячі страви — перш за все, супи, а також бубур-аям, гадо-гадо і кетопрак (на кшталт салатів) прийнято посипати подрібненим крупуком, а бо його зменшеним видом — кріпіком.

## Різновиди
- кріпік — крупук дрібних розмірів, частіше буває фруктовим або овочевим.
- ремпейк — з додаванням тертого або подрібненого арахісу.
- емпінг — приготований з тертого горіха мелінджо
- крупік-куліт — смажені в олії шматочки сушеної коров'ячої або буйволяче шкіри, ця їжа особливо популярна на Суматрі і острові Банку
- ампланг — кулькоподібний крупук з риби з Калімантану
- баванг — з часником
- гендар — з рисового борошна
- ікан — рибний крупук з Центральної Індонезії, що готується переважно з риби ваху
- блек (кампунг, уйел, путіх) — з маніоку
- кемпланг — плаский крупук з риби ваху та тапіоки
- куку-макан (тигровий ніготь) — рибний крупук коричневого кольору
- міе — з тіста для китайської локшини
- уданг — з креветок

В Малайзії крупук називається керопок, найпопулярнішим є лекор, що виготовляється з риби, борошна саго, цукру і солі, має соскоподібну форму, зазвичай сірого кольору. Використовується виключно як закуска.
На Філіппінах називається кропек. Готується переважно з риби та креветок з додавання борошна з тапіоки. Використовується як закуска, яку вмочують в соус з оцту та червоного перцю.